# Piotrowice (powiat legnicki)
Piotrowice (do 1945 niem. Petersdorf) – kolonia w Polsce położona w województwie dolnośląskim, w powiecie legnickim, w gminie Chojnów, na zachód od Chojnowa.

## Opis miejscowości
We wsi znajduje się zabytkowy pałac, w którym funkcjonuje Ośrodek Doradztwa Rolniczego ODR Piotrowice. Przy pałacu znajdują się łąki i stawy hodowlane.

## Podział administracyjny
W latach 1975–1998 miejscowość należała administracyjnie do województwa legnickiego.

## Zabytki
Do wojewódzkiego rejestru zabytków wpisany jest:
- zespół pałacowy
  - pałac z 1789 r., przebudowany w XIX-XX w.
  - dwie oficyny z końca XIX w.
  - stajnia z drugiej ćwierci XIX w.
  - stodoła ze spichrzem z 1879 r.
  - obora, obecnie hotel z trzeciej ćwierci XIX w.

## Przyroda
W Piotrowicach, przy Kanale Osetnickim, rośnie jeden z największych dębów w województwie – Młynarz. To drzewo o obwodzie 825 cm i wysokości 20 m (w 2012), jego wiek jest szacowany na około 550 lat.